# Thou Shalt Not (film)
Thou Shalt Not er en amerikansk stumfilm fra 1919 af Charles Brabin.

## Medvirkende
- Evelyn Nesbit som Ruth
- Ned Burton
- Florida Kingsley
- Gladden James som Alec Peters
- Crauford Kent